# 胡安迪阿斯 (安通區)
胡安迪阿斯（西班牙語：Juan Díaz），是巴拿馬的城鎮，位於該國中部，由科克萊省的安通區負責管轄，面積85.6平方公里，海拔高度51米，2010年人口2,634，人口密度每平方公里30.8人。